# Кріс Лоулер
Кріс Лоулер (англ. Chris Lawler, нар. 20 жовтня 1943, Ліверпуль) — англійський футболіст, що грав на позиції захисника.
Найбільш відомий своїми виступами за «Ліверпуль», з яким став триразовим чемпіоном Англії, дворазовим володарем Кубка Англії, чотириразовим володарем Суперкубка Англії, а також володарем Кубка УЄФА. Крім того провів 4 матчі за національну збірну Англії.

## Клубна кар'єра

### «Ліверпуль»
Народився 20 жовтня 1943 року в місті Ліверпуль і приєднався до свого місцевого клубу «Ліверпуль», коли йому виповнилося 17 років у жовтні 1960 року, а дебютував за першу команду у віці 19 років у чемпіонаті в матчі проти «Вест-Бромвіч Альбіон» (2:2) на «Енфілді» 20 березня 1963 року. Протягом двох сезонів його виступи у складі основної команди відбувалися нерегулярно і він зіграв лише по шість матчів у кожному сезоні, але 1965 року став основним захисником «червоних». Граючи не лише у центрі, а й праворуч, 5 грудня 1964 року він забив перший із своїх численних голів за рідний клуб у матчі проти «Бернлі» (5:1). Того ж року був він вийшов в основі команди, яка перемогла «Лідс Юнайтед» у фіналі Кубка Англії сезону 1964/65 років на «Вемблі», вигравши трофей вперше в історії клубу.
Надалі Лоулер пропустив лише три гри за наступні сім сезонів. Протягом цього періоду він допоміг «Ліверпулю» виграти чемпіонат в 1966 році, випередивши «Лідс» на шість очок (за старою системою — два очки за перемогу). Того ж сезону «Ліверпуль» із Лоулером поступився «Боруссії» (Дортмунд) з рахунком 1:2 у фіналі Кубка володарів кубків на «Гемпден-Парк», Глазго, у першому матчі «червоних» у великому європейському фіналі.
Лоулер знову відчув смак поразки, коли грав у фіналі Кубка Англії 1971 року, який його клуб програв Арсеналу. У 1973 році «Ліверпуль» виграв титул чемпіона Англії та Кубок УЄФА. У чемпіонаті «Ліверпуль» випередив «Арсенал» на три очки, тоді як у фіналі Кубка УЄФА «Ліверпуль» переміг «Боруссію» (Менхенгладбах) із загальним рахунком 3:2 (перший матч клуб Кріса виграв на «Енфілді» з рахунком 3:0, але програв матч-відповідь 0:2 у Західній Німеччині).
Він перебував на лаві запасних після травми, коли «Ліверпуль» знову дійшов до фіналу Кубка Англії в 1974 році. Будучи 12-м гравцем, він отримав медаль переможця, коли «Ліверпуль» переміг «Ньюкасл Юнайтед» з рахунком 3:0, але у фіналі на поле не виходив.
Раптовий відхід Білла Шенклі з клубу влітку 1974 року ознаменував втрату місця в основі для Лоулера в «Ліверпулі» на додаток до травми, отриманої в матчі проти «Квінз Парк Рейнджерс» у 1973 році. Новий менеджер Боб Пейслі придбав на позицію правого захисника молодого Філа Ніла з «Нортгемптон Таун» у наприкінці року, і після цього Лоулер грав за рідний клуб досить нерегулярно. Він провів останній матч за «Ліверпуль» проти «Гіберніана» в матчі Кубка УЄФА 17 вересня 1975 року, зігравши загалом за клуб 549 ігор і забивши 61 гол. 

### Подальша кар'єра
В жовтні 1975 року Лоулер приєднався до «Портсмута», яким керував колишній одноклубник по «Ліверпулю» Іан Сент-Джон, де провів два сезони, а у 1976 році він грав влітку на правах оренди в «Маямі Торос» з Північноамериканської футбольної ліги.
Пізніше Лоулер приєднався до «Стокпорт Каунті» в 1978 році. Він також грав за команду Валлійської ліги «Бангор Сіті», а у 1980—1981 роках Кріс Лоулер грав і тренував клуб другого норвезького дивізіону «Рауфосс». Завершив ігрову кар'єру у іншій місцевій команді «Гранд Буде», за яку виступав протягом 1981 року.

## Виступи за збірну
12 травня 1971 року дебютував в офіційних матчах у складі національної збірної Англії у відбірковому матчі до чемпіонату Європи на «Вемблі» проти Мальти (5:0), забивши свій перший і єдиний гол за «трьох левів». Загалом протягом кар'єри в національній команді, яка тривала 2 роки, провів у її формі 4 матчі, забивши 1 гол.

## Титули і досягнення
- Чемпіон Англії (3):

«Ліверпуль»: 1963/64, 1965/66, 1972/73
- Володар Кубка Англії (2):

«Ліверпуль»: 1964/65, 1973/74
- Володар Суперкубка Англії (4):

«Ліверпуль»: 1964, 1965, 1966, 1974
- Володар Кубка УЄФА (1):

«Ліверпуль»: 1972/73